# Michael Schwertel
Michael Schwertel (* 5. November 1973 in Augsburg) ist ein deutscher Medienproduzent, Gestalter und Professor für Medienmanagement und für Digital Marketing in englischsprachigen Studiengängen.

## Leben
Schwertel studierte an der Kunsthochschule für Medien in Köln bei Stephan Boeder, Michael Graham-Smith und Dietrich Leder. Nach seinem Diplom gründete er das Netzwerk „blurmedia“ (2000) und die Cross Media Produktion „Power-Toons“ (2007). Seit 2011 ist er Professor für Medienmanagement an der CBS International Business School (früher Cologne Business School).
Schwertel gilt als Pionier im Bereich der Künstlichen Intelligenz. Er hält Vorträge und Workshops zu Themen der Künstlichen Intelligenz.
In den Jahren 2023 und 2024 moderierte er die KI-Conference der Eyes & Ears of Europe in München.
Zwischen 2007 und 2025 war er wiederholt Mitglied der Nominierungskommission des Grimme Online Awards sowie der Jury. In den Jahren 2024 und 2025 wurde er in die Jury in der Sektion „Kinder und Jugend“ des Grimme-Preises berufen. Schwertel war ebenfalls Mitglied des Wissenschaftlichen Komitees der „4th International AR and VR Conference“ 2018 und 2019 an der Manchester Metropolitan University sowie Speaker der Konferenz 2019 und 2025 mit dem Thema „Künstliche Intelligenz in VR“ in Maastricht.
Als Kolumnist für das Magazin Pressesprecher ist er mit dem Thema Medientrends in der Kommunikation aktiv und schreibt Gastartikel in Medien wie Horizont. In der Springer-Publikation „Zukunftsführung“ schrieb er das Kapitel „Zukunftsmindset. Führen in Zeiten der Innovationsexplosion“.
2017 war Schwertel Consultant für die Animationsfilmprojekte des zur Berlinale 2018 nominierten Filmförderpreis der Robert-Bosch-Stiftung, „The Film Prize of the Robert Bosch Stiftung Arab World“, dem Koproduktionspreis mit der Arabischen Welt.

## Filmografie
- 2009: Paddy, der kleine Pirat, Kurz-Animationsfilm (Regie, Drehbuch)[12]
- 2010: Bellevue, Kurz-Animationsfilm (Regie, Kamera, Animation, Schnitt, Produzent)[13]
- 2011: Die Welt in Zahlen,  Kurz-Dokumentarfilm (Regie, Drehbuch)[14]
- 2014: Watching the Ball,  Kurz-Animationsfilm (Produzent)[15]

## Nominierungen und Auszeichnungen
- Förderpreis der DEFA-Stiftung 2010
- Preisträger Trickfilmfestival Stuttgart.[16]
- Erster Preis Malmö Arab Film Festival Development Funding Short[17]